# 憤怒
憤怒，或生氣等，是一種強烈情緒狀態，涉及對感知到挑釁、傷害、威脅強烈而不舒適、不合作反應。一個經驗到憤怒情緒的人，通常也會體驗到相應的身體反應，如心率加快、血壓升高、腎上腺素、去甲腎上腺素水平升高。 有些人將憤怒視為一種情緒，它會觸發部分戰鬥或逃跑反應。 當一個人有意識地選擇採取行動，以立即停止另一種外部力量的威脅行為時，憤怒就會成為行為、認知、生理上主要感覺。
憤怒會產生許多身體、心智上後果。憤怒外在表達可以在面部表情、肢體語言、生理反應、有時公開攻擊行為中找到。面部表情範圍可以從眉毛向內傾斜到完全皺起。 雖然大多數經歷憤怒的人將其喚醒原因（英語：arousal）解釋為“發生在他們身上的事情”，但心理學家指出，憤怒的人很可能對起因有所誤解，因為憤怒會導致自我監控（英語：Self-monitoring）能力、客觀觀察能力喪失。
現代心理學家將憤怒視為一種正常、自然、成熟的情緒，幾乎所有人有時都會經歷，並且具有生存功能價值。然而，不受控制的憤怒會對個人、社會生活品質產生負面影響，並對周圍的人產生負面影響。雖然許多哲學家都警告不要自發、無法控制的憤怒發作，但對憤怒內在價值存在分歧。 早期各地哲學家就已討論或處理有關憤怒的問題，但現代心理學家與其不同，另外指出了壓抑憤怒可能產生的有害影響。

## 哲学解释

### 古典时代
古希腊时代，在描述、评论愤怒情绪时，哲学家对不受控制的愤怒有相对敌对的态度。其中盖伦和塞内卡认为愤怒是疯狂的另一种体现，他们两人不同意愤怒会自发性的不受控制的发作。他们觉得受控制的愤怒有其可能性并且也有其价值，然而塞内卡觉得愤怒哪怕在战争中也没有价值，他进一步总结在运动项目中变得愤怒是一种错误。 另一方面，亚里士多德把因不公正而产生的一些价值观归给愤怒，他认为这对预防不公正的出现有帮助。他还指出，愤怒的对立面是一种感知力的丧失。
人类性情的区别通常被视为是人内心不同的性格和情绪混合而形成的，塞内卡认为红脸和红发的人是脾气暴躁的，原因在于多余的焦虑情绪。古代哲学家对女性的愤怒情绪几乎没有引述，有讨论的人中塞内卡认为女性相对于男性更有愤怒倾向。
塞内卡也对控制愤怒提出了他的看法，他认为要掌握愤怒的情绪需要解决三个问题：如何避免产生愤怒的情绪？如何停止产生愤怒的情绪？如何对待他人的愤怒情绪？他建议，为了预防自己产生愤怒的情绪，应当一直记得会造成这一情绪的原因。一个个体应避免过于忙碌或接触会激怒他人的人；避免不必要的饥饿感或口渴感；聆听舒缓心情的音乐。而为了停止愤怒的情绪，则需要个体反省自己说的话，注意到个人恼怒的缘由。和他人打交道时，不能过于追根溯源，听闻所有事物不一定能平复情绪。当有人看起来冒犯到个人，需要对他先善意推定，应当去了解这一情况的完整背景。同时，个体也要站在他人的立场上看待事物，试着了解他人的动机和任何情有可原的因素，如年龄、病症等。塞内卡还建议了个人应每天对不好的习惯进行反省，对待拥有愤怒情绪的人时，冷静是最好的应对方式，他认为和愤怒的人打交道需要一定程度上的欺骗。

### 中世纪时代
在西方的中世纪，人们继承了古代所解释的愤怒的概念，哲学家伊本·西那、罗吉尔·培根和托马斯·阿奎那都认同了早期哲学家的观点，说动物无法变得愤怒。

## 學術觀點

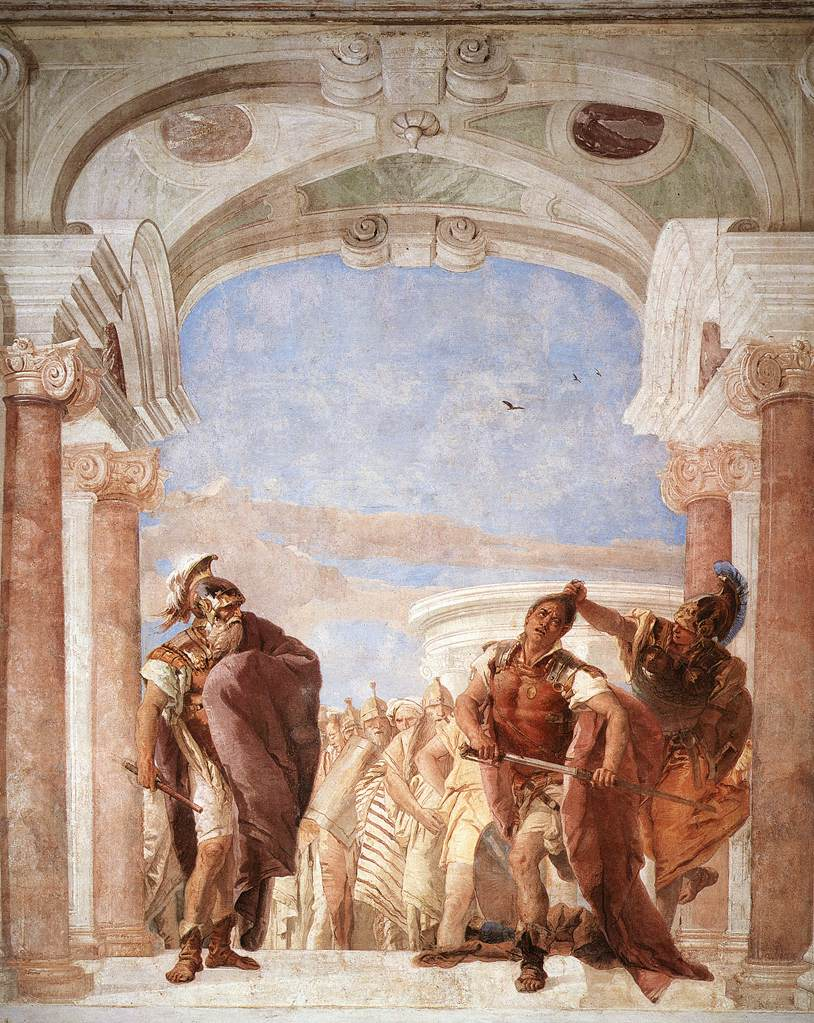
阿喀琉斯的狂怒

古代哲學家與作家建議要抑制自發性、可能不可控制的憤怒情緒；但現代心理學研究發現，抑制憤怒會妨礙解決問題。憤怒是一種心理現象，是不可強行避免的。
愤怒情绪在例如灾后恢复的场景中可能起到积极作用。愤怒可以激发灾民采取行动，改变不满意的状况，或者保护自己免受进一步的伤害。

## 行為表現
- 積極的表現：由各種方式攻擊對方，藉此達到雙方落差。或對外人進行求援，誘發對方成為弱勢。
  - 爭吵、羞辱(謾罵)、指責、數落、猜忌、負面宣傳
  - 暴力、鬥毆（肢體暴力）、兇殺
  - 迫害、剝削
  - 宣告關係的破裂
  - 報復
  - 革命

- 消極的表現：損害自我以引發對方歉疚，或引起外人為自己仗義。
  - 抱怨
  - 被動攻擊行為（如：拒絕履行命令）
  - 自我傷害 自殘
  - 自殺

## 原因
引起憤怒的原因有：
- 尊嚴、健康遭受踐踏。
- 不受到尊重。
- 當關心的人事物與價值觀不斷地被冒犯。
- 被強加不認同的意識形態或觀念。（思想改造、壓迫）
- 急迫且重要的需求被拒絕、壓制。
- 生命安全受到威脅。
- 義憤，因弱者遭受不當處境，進而產生保護弱者的意志。
- 不斷被迫做自己非常厭惡的事。
- 遭受重大的背叛。
- 遭到霸凌、剝削、迫害。
- 遭到環境污染、公害。
- 遭到威權統治。
- 意見不合。
- 事實遭到扭曲。
- 純粹為了擴張氣勢。
- 遭到極權統治。
- 欲望/需求没有得到满足
- 对自己表现不满意